# يا أعذب الحب (قصيدة)
يا أعذب الحب قصيدة وطنية للشاعر السعودي طاهر زمخشري، ألقاها قبل وفاته بعامين في حفل جائزة الدولة التقديرية عام 1985م (1405هـ)، وغناها الفنان محمد عبده بألحان عمر كدرس، وهي آخر قصيدة لزمخشري يغنيها الفنان محمد عبده.

## مناسبة القصيدة
عندما وقف طاهر زمخشري في قاعة الملك فهد للمؤتمرات في مدينة الرياض (1985/04/28م – 1405/08/08هـ) ليتسلَّم جائزة الدولة التقديرية من الملك فهد بن عبد العزيز آل سعود، قَدّم نفسه بسخرية قائلاً: «أنا طاهر زمخشري، كومة من الفحم سوداء، تلبس ثياباً بيضاء، تقول شعراً قصائدهُ حمراء، وخضراء، وصفراء»، وأضاف: «ومن قصائدي البيضاء أن أغني للحب وللوفاء كما عشت في مشواري الطويل». ثم ألقى قصيدة (يا أعذب الحب).
وبعد حصوله على جائزة الدولة التقديرية بادر الفنان محمد عبده مع مجموعة من الفنانين بتنظيم حفل تكريم للأديب في مدينة جدة في 1 مايو 1985م برعاية الأمير ماجد بن عبد العزيز، وقبل حفل التكريم قام محمد عبده وعمر كدرس باستقطاع 8 أبيات من قصيدة (يا أعذب الحب) التي تتألف من 37 بيتاً وتلحينها وغنائها.

## القصيدة
من أبيات القصيدة:

## روابط خارجية
- قصة أغنية يا أعذب الحب كلمات طاهر زمخشري
- تكريم طاهر زمخشري 1985م